# Neocompsa v-flava
Neocompsa v-flava är en skalbaggsart som först beskrevs av Julius Melzer 1931.  Neocompsa v-flava ingår i släktet Neocompsa och familjen långhorningar.
Artens utbredningsområde är Costa Rica. Inga underarter finns listade i Catalogue of Life.